# AIK Fotbolls säsong 2007
AIK slutade säsongen 2007 på en femte plats i Allsvenskan och gick till första omgången i UEFA-cupen. Under säsongen köptes bland annat de två argentinarna Mauro Ivan Obolo och Lucas Valdemarín in, medan bland annat Wilton Figueiredo såldes, vilket påverkade AIK:s säsong nämnvärt. Skytteligan vanns av Wilton Figueiredo på 6 mål och publiksnittet blev 20 465, vilket innebar att AIK vann publikligan för Allsvenskan.

## Försäsongen
Under försäsongen spelade AIK sju träningsmatcher, varav sex spelades mot hemmaplanen Skytteholms IP. En match spelades utomlands, vilket var mot ett portugisiskt lag. Av de sju träningsmatcherna vann AIK fem, spelade två oavgjorda och den totala målskillnaden blev 20-4. Den största publiksiffran blev 4 214 i matchen mot IF Brommapojkarna, vilket är en mycket bra publiksiffra för en träningsmatch i Sverige.

## Tävlingar

### Allsvenskan
AIK började Allsvenskan 2007 med en förlust mot Kalmar FF med 0-1 måndagen den 9 april. Matchen spelades inför 26 334 åskådare, vilket var den högsta publiksiffran i premiäromgången. Alla matcher förutom tre slutade med oavgjort, vilket gjorde så att AIK låg näst sist efter den första omgången. Den följande matchen spelades borta mot IFK Göteborg den 17 april på Nya Ullevi. Göteborg gjorde 1-0 i den 15:e matchminuten, men AIK kunde kvittera i den 54:e matchminuten efter ett mål av Miran Burgic. Med mindre än fem minuter kvar kunde också Wilton Figueiredo göra 1-2 vilket också blev slutresultatet, vilket placerade AIK på en sjunde plats.
Därefter var det den 24 april dags för årets första stockholmsderby för AIK:s del, som spelades inför 30 318 åskådare (högsta publiksiffran den omgången och dittills). AIK:s tifogrupp AIK Tifo arrangerade inget tifo innan matchen på grund av en protest mot AIK:s säkerhetsregler på Råsunda. AIK kunde ta ledningen genom Daniel Mendes redan i den 12:e minuten. Matchen slutade också 1-0 och AIK gick upp till en andraplats i tabellen. Fyra dagar senare spelade AIK i Malmö på Malmö Stadion, som AIK förlorade med 4-0 efter 2-0 till Malmö FF i halvtid och AIK åkte ner till en nionde plats i den jämna tabellen.
Den tredje förlusten på fem matcher kom i omgången därefter, mot Helsingborgs IF på Råsunda, som kunde vinna med 1-0 och AIK åkte ner till en 11:e plats, fyra från slutet, men trots det endast två poäng från tabelltoppen. Den 12 maj spelade AIK det andra stockholmsderbyt (av sex möjliga) borta mot IF Brommapojkarna på Stockholms Stadion. Matchen slutade 2-0 till AIK efter mål av Markus Jonsson och Wilton Figueiredo, inför endast 6 051 åskådare, en liten publiksiffra för derbyn i Stockholm. AIK spelade därefter den tredje raka matchen i Stockholm, mot Halmstads BK på Råsunda. Matchen slutade 1-1 efter straffmål av Markus Jonsson i första halvlek och blev därmed den första oavgjorda matchen för AIK i Allsvenskan.
Efter det var det dags för den åttonde omgången och derby borta mot Djurgårdens IF inför 32 5229 åskådare på Råsunda, en match som Djurgården vann med 3-1. Detta efter att AIK tagit ledningen genom Daniel Mendes i den 9:e matchminuten. Djurgården kunde dock vända innan paus till 2-1, bland annat efter en målvaktstavla av Daniel Örlund, och vann till slut med 3-1 efter ett sent mål i andra halvleken.
Matchen därefter blev hemma mot Örebro SK som slutade 1-1 efter att AIK haft ledningen med 1-0 i halvtid. AIK gjorde redan mål i den fjärde minuten, men målet bortdömdes. Detta av den egendomliga anledningen att AIK-spelaren Wilton tacklades ner när han sköt bollen mot mål, vilket gjorde att domaren blåste frispark - men bollen som Wilton slagit gick i mål bara någon sekund efter att domaren hade blåst. Ledningsmålet gjordes istället av Markus Jonsson på straff. Direkt efter paus, endast cirka 30 sekunder in i andra halvlek, kunde Örebro göra 1-1 vilket matchen även slutade. AIK var så här långt in i serien 10:a och hade 7 poäng upp till tabelltoppen i en jämn tabell.
Den oavgjorda matchen mot Örebro följdes upp av en 0-0-match borta mot Gefle IF och ytterligare en oavgjord match mot GAIS (1-1). Därefter publicerades nyförvärv för AIK, nämligen Mauro Ivan Obolo, Lucas Valdemarín och Nils-Eric Johansson som till slut skulle innebära en stor skillnad för AIK:s spel. Alla tre nyförvärv spelade redan i den första matchen, hemma mot Trelleborgs FF, som AIK vann med 2-0. 1-0-målet gjordes också av Obolo, efter en passning av Valdemarín. Efter det följde ett dubbelmöte mot IF Elfsborg. AIK förlorade båda matcherna, hemmamatchen med 1-0 och bortamatchen med 2-0. AIK låg därmed på en 11:e plats och var i stort sett uträknade ur bottenstriden, trots att tabellen var jämn och att 12 matcher återstod att spela.
Då påbörjade AIK sin långa förlustfria svit och framförallt sin svit av vinster. Den började med en vinst borta mot Helsingborgs IF med 3-2, efter mål av Obolo, Valdemarín och Figueiredo. Den andra vinsten kom hemma i ett derby mot Brommapojkarna, där AIK vann med 3-0 efter mål av Dulee Johnson, Obolo och Valdemarín. Efter det följde en match mot Gefle hemma, som vanns av AIK med 1-0 efter att Patrik Karlsson (som spelade i Gelfe säsongen innan) gjort mål i den första halvleken. I omgång 18 spelade AIK en bortamatch mot Örebro SK och AIK utklassade Örebro och vann med 4-1, efter 3-0 i halvtid. De första två målen, som gjordes av Figueiredo respektive Obolo, gjordes inom endast 15 och en halv minut. Därefter gjorde Khari Stephenson mål i den 41:a. 4-0 gjorde av Jimmy Tamandi. Slutresultatet fastställdes i den 91:a minuten då Örebro fått in ett tröstmål.
Säsongen därefter spelade AIK ut ytterligare ett lag, denna gång stod Malmö för motståndet och AIK vann med 3-1 (mål av Kenny Pavey och två av Figueiredo). Matchen spelades inför 23 212 åskådare på Råsunda och AIK var nu endast två poäng efter ledande Elfsborg. Därefter var det dags för det femte derbyt för säsongen, borta mot Hammarby. Hemmalaget tog ledningen tidigt i matchen och hade den också efter paus. Men efter bara fem minuter av den andra halvleken kunde Valdemarín göra 1-1 och en kvart senare kunde han även göra 2-1 och AIK tog sin sjätte raka seger.
Efter matchen presenterades det att Wilton Figueiredo skulle lämna AIK för att spela i Qatar och därefter vann AIK inte en enda match. Men den förlustfria sviten skulle fortsätta ytterligare ett par matcher. Den 21:a omgången, vilket var omgången efter Hammarby, spelades borta mot Halmstad och slutade 2-2 efter mål av Tamandi och Obolo.
Därefter var det dags för ett otroligt upphaussat derby, nämligen det mot Djurgårdens IF. AIK låg trea på 36 poäng och Djurgården ledde serien med 37 poäng. Över 30 000 biljetter hade köpts över 10 dagar innan matchen och den slutgiltiga publiksiffran blev till slut 34 116. Matchen blev dock lite av ett antiklimax och slutade 1-1, efter att Djurgården hade tagit ledningen i den 58:e matchminuten. Valdemarín kvitterade dock i den 74:e. Matchen därefter blev en hemmamatch mot GAIS, som slutade 0-0. Även matchen därefter, mot Trelleborg, slutade 0-0. Detta gjorde så att AIK i den 24:e omgången i praktiken var borta från guldstriden. Efter den 25:e omgången, som spelades hemma mot Göteborg och som AIK förlorade med 0-1, låg laget 7 poäng efter tredjeplacerade Kalmar. AIK slutade till slut femma efter att ha förlorat borta mot just Kalmar på Fredriksskans IP med 2-0 i den sista omgången.
Femteplatsen var dock en besvikelse för AIK, eftersom laget slutade på en andraplats (endast en poäng efter vinnande Elfsborg) 2006. Femteplatsen gav inte heller någon plats till spel i Europa, då det krävdes en fjärdeplats för att få spela i Intertotocupen. Det slutliga publiksnittet hamnade på 20 465 vilket innebar att AIK vann publikligan för Allsvenskan.

### Svenska cupen
I den Svenska cupen spelade AIK i den första omgången mot Enköpings SK och vann matchen med 1-0, efter att Figueiredo gjort 1-0 i den 81:a matchminuten. Detta blev dock den enda matchen AIK vann i cupen, eftersom laget förlorade mot IFK Norrköping som säsongen 2007 spelade i Superettan. Även detta var en besvikelse för laget, då klubben gått ut med att de ville nå långt i cupen denna säsong.

### UEFA-cupen
AIK fick genom andraplatsen i Allsvenskan 2006 spela i UEFA-cupen. AIK fick inleda cupen i den första kvalomgången och spelade då mot Glentoran FC från Nordirland. Den första matchen, som spelades i Belfast på The Oval, vann AIK med 5-0. AIK var därmed i praktiken klara redan i returen, men väl där kunde AIK vinna med klara 4-0 och därmed vann AIK med 9-0 totalt och gick vidare till den andra kvalomgången. Då ställdes man mot FHK Liepajas Metalurgs från Lettland. AIK förlorade något överraskande den första matchen i dubbelmötet med 3-2 men kunde vinna hemma med 2-0 och gick vidare med totalt 4-3 och var därmed klar för den första riktiga omgången i cupen.
Där ställdes de mot det israeliska laget Hapoel Tel Aviv FC och den första matchen spelades i Tel Aviv i Israel. Matchen slutade 0-0 och AIK hade ett bra läge att gå vidare till gruppspelet. Men AIK förlorade returen mot Hapoel Tel Aviv med 1-0 och var därmed utslagna ur UEFA-cupen.

## Matcher
De mål AIK har gjort står alltid först, oavsett om matchen har spelats hemma eller borta.
| Datum             | Stadion                                | Motståndare            | Resultat | Match | Matchrapport |
| ----------------- | -------------------------------------- | ---------------------- | -------- | ----- | ------------ |
| 10 februari 2007  | Skytteholms IP, Solna, Sverige         | GIF Sundsvall          | 3-0      | T     | AIK.se       |
| 17 februari 2007  | Skytteholms IP, Solna, Sverige         | IK Sirius              | 4-0      | T     | AIK.se       |
| 24 februari 2007  | Skytteholms IP, Solna, Sverige         | FC Flora               | 0-0      | T     | AIK.se       |
| 3 mars 2007       | Skytteholms IP, Solna, Sverige         | Gefle IF               | 4-4      | T     | AIK.se       |
| 10 mars 2007      | Skytteholms IP, Solna, Sverige         | IF Brommapojkarna      | 5-0      | T     | AIK.se       |
| 21 mars 2007      | Portugal                               | Louletano DC           | 3-0      | T     | AIK.se       |
| 31 mars 2007      | Skytteholms IP, Solna, Sverige         | TPS Åbo                | 1-0      | T     | AIK.se       |
| 9 april 2007      | Råsundastadion, Solna, Sverige         | Kalmar FF              | 0-1      | A     | AIK.se       |
| 17 april 2007     | Nya Ullevi, Göteborg, Sverige          | IFK Göteborg           | 2-1      | A     | AIK.se       |
| 24 april 2007     | Råsundastadion, Solna, Sverige         | Hammarby IF            | 1-0      | A     | AIK.se       |
| 28 april 2007     | Malmö Stadion, Malmö, Sverige          | Malmö FF               | 0-4      | A     | AIK.se       |
| 1 maj 2007        | Enavallen, Enköping, Sverige           | Enköpings SK           | 1-0      | SC    | AIK.se       |
| 5 maj 2007        | Råsundastadion, Solna, Sverige         | Helsingborgs IF        | 0-1      | A     | AIK.se       |
| 12 maj 2007       | Stockholms Stadion, Stockholm, Sverige | IF Brommapojkarna      | 2-0      | A     | AIK.se       |
| 21 maj 2007       | Råsundastadion, Solna, Sverige         | Halmstads BK           | 1-1      | A     | AIK.se       |
| 24 maj 2007       | Idrottsparken, Norrköping, Sverige     | IFK Norrköping         | 0-1      | SC    | AIK.se       |
| 28 maj 2007       | Råsundastadion, Solna, Sverige         | Djurgårdens IF         | 1-3      | A     | AIK.se       |
| 2 juni 2007       | Gutavallen, Visby, Sverige             | Visby IF Gute          | 0-1      | A     | AIK.se       |
| 10 juni 2007      | Råsundastadion, Solna, Sverige         | Örebro SK              | 1-1      | A     | AIK.se       |
| 18 juni 2007      | Strömvallen, Gävle, Sverige            | Gefle IF               | 0-0      | A     | AIK.se       |
| 25 juni 2007      | Nya Ullevi, Göteborg, Sverige          | GAIS                   | 1-1      | A     | AIK.se       |
| 3 juli 2007       | Råsundastadion, Solna, Sverige         | Trelleborgs FF         | 2-0      | A     | AIK.se       |
| 9 juli 2007       | Råsundastadion, Solna, Sverige         | IF Elfsborg            | 0-1      | A     | AIK.se       |
| 12 juli 2007      | Borås Arena, Borås, Sverige            | IF Elfsborg            | 0-2      | A     | AIK.se       |
| 19 juli 2007      | The Oval, Belfast, Nordirland          | Glentoran FC           | 5-0      | UC    | AIK.se       |
| 23 juli 2007      | Olympia, Helsingborg, Sverige          | Helsingborgs IF        | 3-2      | A     | AIK.se       |
| 2 augusti 2007    | Råsundastadion, Solna, Sverige         | Glentoran FC           | 4-0      | UC    | AIK.se       |
| 6 augusti 2007    | Råsundastadion, Solna, Sverige         | IF Brommapojkarna      | 3-0      | A     | AIK.se       |
| 12 augusti 2007   | Råsundastadion, Solna, Sverige         | Gefle IF               | 1-0      | A     | AIK.se       |
| 16 augusti 2007   | Daugava, Liepaja, Lettland             | FHK Liepajas Metalurgs | 2-3      | UC    | AIK.se       |
| 19 augusti 2007   | Behrn Arena, Örebro, Sverige           | Örebro SK              | 4-1      | A     | AIK.se       |
| 26 augusti 2007   | Råsundastadion, Solna, Sverige         | Malmö FF               | 3-1      | A     | AIK.se       |
| 30 augusti 2007   | Råsundastadion, Solna, Sverige         | FHK Liepajas Metalurgs | 2-0      | UC    | AIK.se       |
| 3 september 2007  | Råsundastadion, Solna, Sverige         | Hammarby IF            | 2-1      | A     | AIK.se       |
| 16 september 2007 | Örjans Vall, Halmstad, Sverige         | Halmstads BK           | 2-2      | A     | AIK.se       |
| 20 september 2007 | Bloomfield Stadium, Tel Aviv, Israel   | Hapoel Tel Aviv FC     | 0-0      | UC    | AIK.se       |
| 24 september 2007 | Råsundastadion, Solna, Sverige         | Djurgårdens IF         | 1-1      | A     | AIK.se       |
| 30 september 2007 | Råsundastadion, Solna, Sverige         | GAIS                   | 0-0      | A     | AIK.se       |
| 4 oktober 2007    | Råsundastadion, Solna, Sverige         | Hapoel Tel Aviv FC     | 0-1      | UC    | AIK.se       |
| 7 oktober 2007    | Vångavallen, Trelleborg, Sverige       | Trelleborgs FF         | 0-0      | A     | AIK.se       |
| 16 oktober 2007   | Tunavallen, Eskilstuna, Sverige        | Eskilstuna City FK     | 3-1      | T     | AIK.se       |
| 22 oktober 2007   | Råsundastadion, Solna, Sverige         | IFK Göteborg           | 0-1      | A     | AIK.se       |
| 28 oktober 2007   | Fredriksskans IP, Kalmar, Sverige      | Kalmar FF              | 0-2      | A     | AIK.se       |

Förklaringar:
- A = Allsvenskan
- SC = Svenska cupen
- UC = UEFA-cupen
- T = Träningsmatch

## Spelartrupp
Spelartruppens slutliga utseende direkt efter den sista matchen för säsongen.
| Nr | Land      | Pos | Namn                       |
| -- | --------- | --- | -------------------------- |
| 1  | Sverige   | MV  | Daniel Örlund              |
| 2  | Sverige   | F   | Patrik Karlsson            |
| 4  | Sverige   | F   | Nils-Eric Johansson        |
| 5  | Norge     | F   | Per Verner Vågan Rönning   |
| 7  | Argentina | MF  | Pablo Monsalvo             |
| 8  | Sverige   | MF  | Daniel Tjernström (Kapten) |
| 9  | Slovenien | A   | Miran Burgic               |
| 13 | Sverige   | F   | Daniel Arnefjord           |
| 14 | England   | MF  | Kenny Pavey                |
| 16 | Sverige   | MF  | Pierre Bengtsson           |
| 17 | Sverige   | F   | Jimmy Tamandi              |

| Nr | Land      | Pos | Namn             |
| -- | --------- | --- | ---------------- |
| 18 | Sverige   | F   | Markus Jonsson   |
| 20 | Jamaica   | MF  | Khari Stephenson |
| 21 | Sverige   | A   | Alexander Gerndt |
| 22 | Sverige   | MV  | Niklas Westberg  |
| 23 | Sverige   | MF  | Mats Rubarth     |
| 24 | Sverige   | F   | Nicklas Carlsson |
| 26 | Brasilien | A   | Daniel Mendes    |
| 27 | Argentina | A   | Mauro Ivan Obolo |
| 28 | Argentina | A   | Lucas Valdemarín |
| 29 | Sverige   | MF  | Gabriel Özkan    |
| 30 | Liberia   | MF  | Dulee Johnson    |

### Intern skytteliga 2007
Avser allsvenskan, enligt Svenskfotboll.se:
- Wilton Figueiredo 6
- Mauro Ivan Obolo 5
- Lucas Valdemarin 5
- Markus Jonsson 3 (varav 2 på straff)
- Jimmy Tamandi 2
- Kenny Pavey 2
- Daniel Mendes 2
- Patrik Karlsson 1
- Miran Burgic 1
- Khari Stephenson 1
- Nicklas Carlsson 1
- Dulee Johnson 1

Målstatistik:
- Mål totalt: 30
- Spelmål: 28
- Straffmål: 2
- Självmål: 0

Observera att med "självmål" menas att motståndarlaget gjort självmål.

### Förändringar under säsongen 2007
In
|  | Sverige   | F  | Nils-Eric Johansson (från Leicester City FC) |
|  | Argentina | A  | Mauro Ivan Obolo (från Arsenal de Sarandí)   |
|  | Argentina | A  | Lucas Valdemarín (från Arsenal de Sarandí)   |
|  | Argentina | MF | Pablo Monsalvo (från Olimpo)                 |

In (till Väsby)
Följande spelare har AIK köpt, men som spelade resten av höstsäsongen i Väsby United.
|  | Sverige   | MF | Kevin Walker (från Örebro SK) |
|  | Argentina | MF | Nicolas Escobar               |

Ut
|  | Sverige   | F  | Niklas Sandberg (till CFR Cluj)       |
|  | Sverige   | MF | Robert Åhman-Persson (till Viborg FF) |
|  | Sverige   | MF | Kristian Haynes (till Trelleborgs FF) |
|  | Brasilien | A  | Wilton Figueiredo (till Al-Rayyan)    |

Utlånade
|  | Norge | A | Bernt Hulsker (till IK Start) |

### Förändringar inför säsongen 2007
In
|  | Sverige | F  | Patrik Karlsson (från Gefle IF)                |
|  | Sverige | A  | Alexander Gerndt (från Visby IF Gute)          |
|  | Sverige | MV | Niklas Westberg (från Väsby United)            |
|  | Norge   | F  | Per Verner Vågan Rønning (från Kongsvinger IL) |
|  | Jamaica | MF | Khari Stephenson (från GAIS)                   |

- Jens Andersson, assisterande tränare.

Ut
|  | Brasilien | F  | Márcio Saraiva                      |
|  | Sverige   | MF | Mattias Moström (till Molde FK)     |
|  | Sverige   | F  | Markus Karlsson                     |
|  | Sverige   | MF | Dennis Östlundh (till Assyriska FF) |

- Mikael Stahre, assisterande tränare (Väsby United)

Utlånade
|  | Sverige | F  | Per Karlsson (till Åtvidabergs FF) |
|  | Sverige | A  | Admir Catovic (till Väsby United)  |
|  | Sverige | MV | Niklas Bergh (till Enköpings SK)   |
|  | Sverige | MF | Brwa Nouri (till Väsby United)     |

## Spelplatser
AIK spelade säsongen 2007 sina hemmamatcher på Råsundastadion, som tar 36 608 åskådare i teorin, men på grund av att vissa platser har skymd sikt och att andra spärras av på grund av säkerhetsskäl kan AIK få in cirka 34 500 - 35 000 åskådare per match. De träningsmatcher som spelades på hemmaplan spelades dock ej på Råsundastadion utan på Skytteholms IP. Skytteholm har cirka 3000 sittplatser, men det finns plats att stå runt planen så att fler åskådare skall få plats. AIK hade till exempel vid ett tillfälle denna säsong hela 4 214 åskådare på en träningsmatch.